# Reyesia
Reyesia Gay, (1840) é um género de plantas com flor pertencente à família Solanaceae que agrupa 4 espécies com distribuição natural na região austral da América do Sul (Argentina e Chile).

## Taxonomia
O género foi descrito por Claudio Gay e publicado em Flora Chilena 4(4): 418–420, t. 52. 1849. A espécie tipo é Reyesia chilensis
A etimologia do nome genérico Reyesia é uma homenagem ao jornalista chileno Antonio García Reyes.
Apesar de terem sido descritas 11 espécies, apenas as seguintes são presentemente consideradas válidas:
- Reyesia cactorum
- Reyesia chilensis
- Reyesia juniperoides
- Reyesia parviflora